# Dischides splendens
Dischides splendens är en blötdjursart som beskrevs av Raines 2002. Dischides splendens ingår i släktet Dischides och familjen Gadilidae. Inga underarter finns listade i Catalogue of Life.